# Notiomystis cincta
El hihi (Notiomystis cincta) es una especie de ave paseriforme de la familia Notiomystidae endémica de Nueva Zelanda. Está extinguido de la mayor parte del territorio de ese país, pero aún sobrevive en refugios en pequeñas islas y una pequeña población ha sido restablecida en el santuario de vida silvestre de Karori, cerca de Wellington. Sus relaciones evolutivas han confundido por mucho tiempo a los ornitólogos.

## Descripción
El hihi es un pájaro pequeño parecido a los miembros de Meliphagidae. Los machos tienen una coronilla oscura aterciopalada y penachos auriculares blancos, tienen una banda amarilla que le cruza el pecho separando la cabeza negra del pecho y el resto del cuerpo de color gris. Las hembras y los jóvenes son más opacos que los machos, sin la cabeza negra y la banda amarilla del pecho. El pico es bastante fino y algo curvado, y la lengua es larga con un cepillo en el final para recoger néctar. Son muy activos y hacen sonidos frecuentes, el más común es uno que suena “tzit tzit”. También tienen silbidos agudos y una llamada de alarma que es un nasal “pek” como un Anthornis melanura. El macho da silbidos penetrantes de tres notas (a menudo en primavera) y una variedad de otros llamados que no hace la hembra. 
Anidan en huecos altos en los árboles viejos y son la única ave que se aparea cara a cara, en vez de hacerlo en la forma habitual de las aves (Anderson, 1993).

## Alimentación

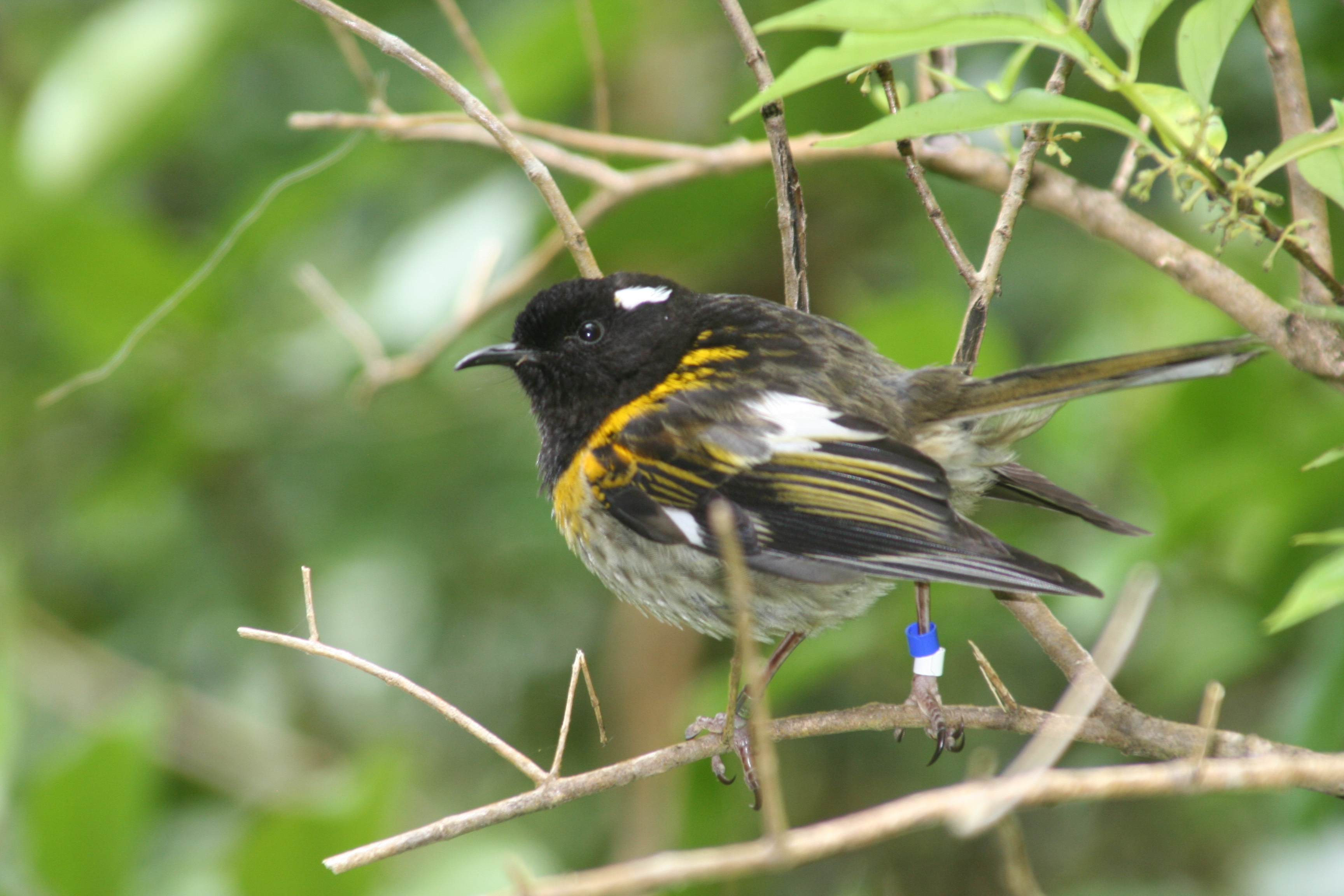
Macho.

Las investigaciones han sugerido que el hihi compite por el alimento con el tui y el korimako, y que sólo consumen alimentos de inferior calidad cuando esas especies están presentes. El hihi raramente se posa en el suelo y pocas veces visita las flores de las copas de los árboles que son las preferidas por sus competidoras (esto debe ser simplemente porque las otras especies son mayores y más agresivas). 
Su alimento principal es el néctar, pero su dieta se satisface en más de veinte especies nativas con flores y treinta especies con frutos y muchas de plantas introducidas. Fuente importante de néctar son Pittosporum umbellatum, Rhabdothamnus solandri, Metrosideros robusta y Alseuosmia macrophylla. Entre los frutos preferidos se incluyen especies de Coprosma, Pseudopanax arboreus, Schefflera digitata, Fuchsia excorticata y Raukaua edgerleyi.
Notiomystis cincta también suplementa su dieta con pequeños insectos.

## Distribución y conservación

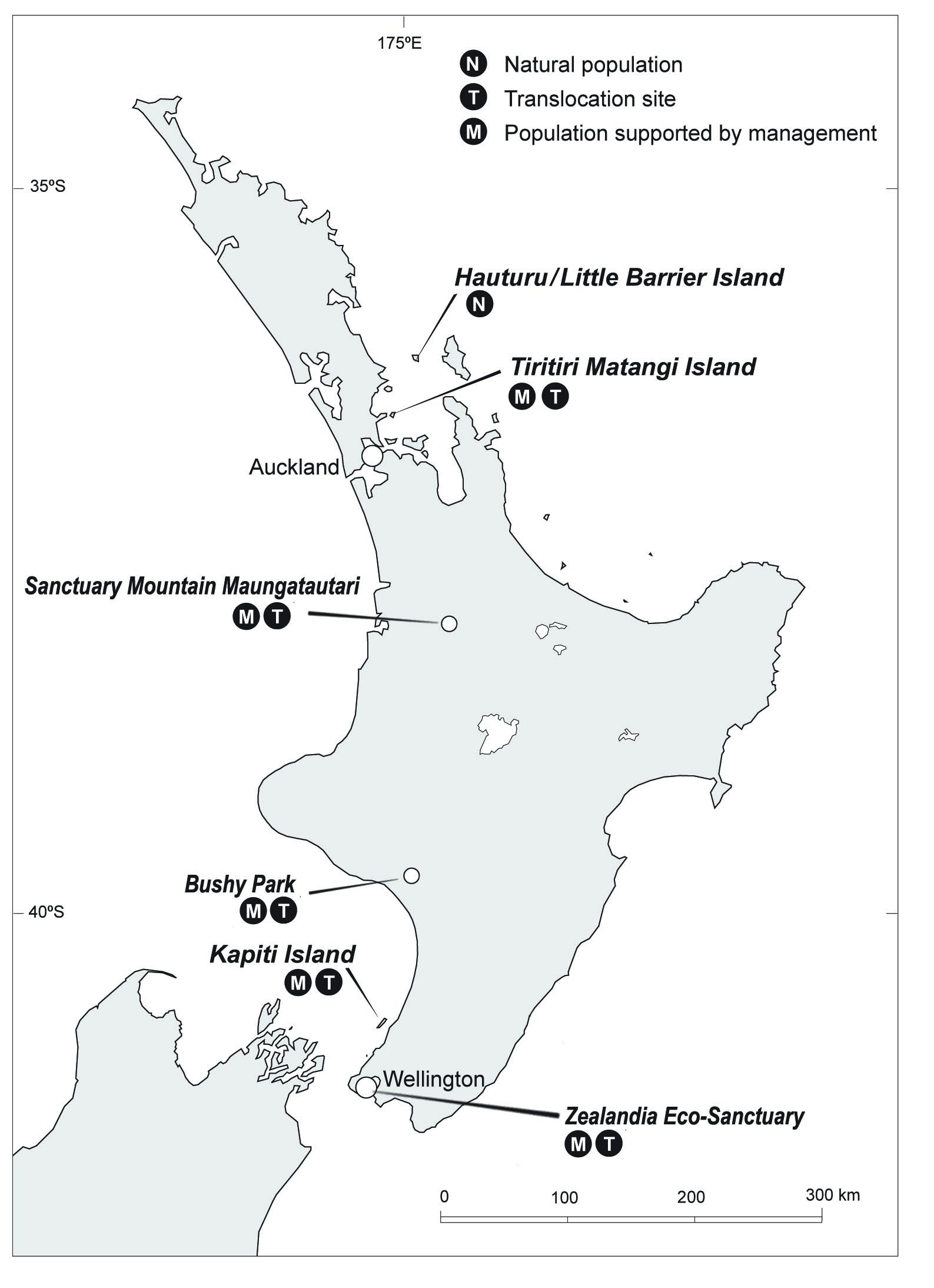
Distribución del hihi (Notiomystis cincta)

Notiomystis  era relativamente abundante durante los inicios de la colonización europea de Nueva Zelanda, y comenzó a declinar después relativamente rápido, quedando extirpada de las islas principales y muchas menores ya por 1885. La causa exacta de este declive se desconoce, pero se piensa que sea la presión de las especies introducidas, especialmente la rata negra y las enfermedades aviares. Una pequeña población sobrevivía en Hauturu o  isla pequeña de la barrera, y aún persistía en la década de 1980 cuando el Servicio de Vida Salvaje de Nueva Zelanda (ahora Departamento de Conservación) transfirió individuos para crear poblaciones separadas. Estos fueron trasladados a otras islas en la red de reservas en islas de Nueva Zelanda que han sido liberadas de especies introducidas y protegen muchas otras especies raras incluidas Strigops habroptilus (Kokapo) y Porphyrio hochstetteri (Takahe).
Actualmente la población total es estimada entre 500 y 1000 aves adultas, sobreviviendo en Hauturu (isla Little Barrier), isla Kapiti, isla Tiritiri Matangi, isla Mokoia en el Lago Rotorua, y en el Santuario de Vida Salvaje Karori. Sin embargo, actualmente sólo la población de Hauturu se piensa que sea estable. Esta especie se clasifica como Vulnerable (D1+D2) por la IUCN (BirdLife International 2004). Esta clasificación significa que existen menos de 1000 aves maduras, y que la especie se encuentra solo en esas cinco localidades. Si el número de poblaciones autosostenibles se incrementaran y la especie prosperara, sería probablemente reclasificada como de Conservación Dependiente.

## Reintroducción en las islas principales
En octubre de 2005 tres pichones de Notiomystis cincta nacieron en el Santuario de Vida Salvaje Karori cercano a Wellington, la primera vez después de más de 120 años en que no nacía en las islas principales de Nueva Zelanda. Las eclosiones fueron descritas como un hito significativo por el personal del santuario, quienes estaban esperanzados de que más pichones nacieran (KWS 2005).
Después de más de un siglo de ausencia, 60 aves adultas provenientes de la población de Tiritiri Matangi se están soltando en el Parque Cascada Kauri, en las Cordilleras Waitakere en el otoño local de 2007. Esto marca el comienzo del intento de establecer una población robusta de esta especie sin que necesite acciones intensas de conservación. Las aves son inicialmente suministradas con alimento y facilidades de anidación, y los depredadores son controlados, pero se espera que estas aves puedan defenderse por sí solas (BLI 2007).

## Taxonomía
Después de un periodo de duda, Notiomystis cincta fue ubicada tentativamente en la familia Meliphagidae. Nuevas investigaciones (Ewen et al., 2006) sugieren que debe mejor ubicarse en una familia monotípica propia, cuyo parentesco más cercano sería la familia Callaeidae. Si esto se confirma, la nueva familia recibirá un nombre de acuerdo a las reglas del ICZN.

### Subespecies
Se reconocen las siguientes:
- N. cincta cincta† (Du Bus de Gisignies, 1839)
- N. cincta hautura Mathews, 1935